# Hercostomus
Hercostomus är ett släkte av tvåvingar. Hercostomus ingår i familjen styltflugor.

## Dottertaxa tillHercostomus, i alfabetisk ordning[1][2]
- Hercostomus abnormis
- Hercostomus abortivus
- Hercostomus absimilis
- Hercostomus acutangulatus
- Hercostomus acutatus
- Hercostomus acutilobatus
- Hercostomus acutus
- Hercostomus additus
- Hercostomus aerosus
- Hercostomus afer
- Hercostomus albibarbus
- Hercostomus albidipes
- Hercostomus albipodus
- Hercostomus amoenum
- Hercostomus anae
- Hercostomus ancistrus
- Hercostomus angustifrons
- Hercostomus anomalipennis
- Hercostomus apicalis
- Hercostomus apicilaris
- Hercostomus apiciniger
- Hercostomus apicispinus
- Hercostomus apiculatus
- Hercostomus apollo
- Hercostomus appendiculatus
- Hercostomus arcticus
- Hercostomus argentifacies
- Hercostomus argentifrons
- Hercostomus argyraceus
- Hercostomus argyropus
- Hercostomus armenorum
- Hercostomus assimilis
- Hercostomus aurifacies
- Hercostomus aurifer
- Hercostomus autumnalis
- Hercostomus baishanzuensis
- Hercostomus baishuihensis
- Hercostomus bakeri
- Hercostomus balensis
- Hercostomus basalis
- Hercostomus basiflavus
- Hercostomus beijingensis
- Hercostomus biancistrus
- Hercostomus bicolor
- Hercostomus bidentatus
- Hercostomus bigeminatus
- Hercostomus binatus
- Hercostomus binotatus
- Hercostomus bispinifer
- Hercostomus bitinctus
- Hercostomus blagoderovi
- Hercostomus blandulus
- Hercostomus blankaartensis
- Hercostomus blepharopus
- Hercostomus bomiensis
- Hercostomus brevicercus
- Hercostomus brevicornis
- Hercostomus brevifurcatus
- Hercostomus brevipilosus
- Hercostomus brevis
- Hercostomus brevispinus
- Hercostomus breviventris
- Hercostomus brunneipygus
- Hercostomus cacheae
- Hercostomus caecus
- Hercostomus caixiae
- Hercostomus calcaratus
- Hercostomus canariensis
- Hercostomus caprivi
- Hercostomus caucasicus
- Hercostomus caudatus
- Hercostomus celer
- Hercostomus chaerophylli
- Hercostomus chaetilamellus
- Hercostomus chaeturus
- Hercostomus chalybeus
- Hercostomus chetifer
- Hercostomus chiaiensis
- Hercostomus chrysozygos
- Hercostomus collectivus
- Hercostomus coloradensis
- Hercostomus compositus
- Hercostomus compostius
- Hercostomus concavus
- Hercostomus concisus
- Hercostomus congoensis
- Hercostomus congruens
- Hercostomus convergens
- Hercostomus costalis
- Hercostomus costatus
- Hercostomus crassiseta
- Hercostomus crassisetosus
- Hercostomus crassivena
- Hercostomus cryptus
- Hercostomus cupreus
- Hercostomus curvarmatus
- Hercostomus curvativus
- Hercostomus curvatus
- Hercostomus curvilobatus
- Hercostomus curviphallus
- Hercostomus curviseta
- Hercostomus curvispinus
- Hercostomus curvus
- Hercostomus cuspidicercus
- Hercostomus cuspidiger
- Hercostomus cylindripyga
- Hercostomus cypricus
- Hercostomus dacicus
- Hercostomus dactylocera
- Hercostomus daubichensis
- Hercostomus daweishanus
- Hercostomus dayaoshaenensis
- Hercostomus dentalis
- Hercostomus dichromopyga
- Hercostomus difficilis
- Hercostomus digitatus
- Hercostomus digitiformis
- Hercostomus dilatitarsis
- Hercostomus dimidiatus
- Hercostomus directus
- Hercostomus discriminatus
- Hercostomus disjectus
- Hercostomus dissectus
- Hercostomus dissimilis
- Hercostomus dorsalis
- Hercostomus dorsiniger
- Hercostomus dorsiseta
- Hercostomus duviardi
- Hercostomus elongatus
- Hercostomus emeiensis
- Hercostomus enghoffi
- Hercostomus erectus
- Hercostomus eronis
- Hercostomus eugenii
- Hercostomus exarticulatoides
- Hercostomus exarticulatus
- Hercostomus excipiens
- Hercostomus excisilamellatus
- Hercostomus exilis
- Hercostomus femoratus
- Hercostomus filiformis
- Hercostomus fimbriatus
- Hercostomus flatus
- Hercostomus flaveolus
- Hercostomus flavicans
- Hercostomus flaviciliatus
- Hercostomus flavicinctus
- Hercostomus flavicornis
- Hercostomus flavicoxus
- Hercostomus flavimaculatus
- Hercostomus flavimarginatus
- Hercostomus flavipes
- Hercostomus flaviscapus
- Hercostomus flaviscutellum
- Hercostomus flaviventris
- Hercostomus flutatus
- Hercostomus freidbergi
- Hercostomus fugax
- Hercostomus fujianensis
- Hercostomus fulgidipes
- Hercostomus fulvicaudis
- Hercostomus fupingensis
- Hercostomus furcatus
- Hercostomus fuscipennis
- Hercostomus gansuensis
- Hercostomus garambensis
- Hercostomus gavarniae
- Hercostomus geminatus
- Hercostomus geniculatus
- Hercostomus germanus
- Hercostomus golubtsovi
- Hercostomus gracilior
- Hercostomus gracilis
- Hercostomus grandis
- Hercostomus gregalis
- Hercostomus griseifrons
- Hercostomus guangdongensis
- Hercostomus guangxiensis
- Hercostomus gymnopygus
- Hercostomus heinrichi
- Hercostomus henanus
- Hercostomus huaguoensis
- Hercostomus hualienensis
- Hercostomus huanglianshanus
- Hercostomus hubeiense
- Hercostomus hubeiensis
- Hercostomus humeralis
- Hercostomus hunanensis
- Hercostomus imperfectum
- Hercostomus impudicus
- Hercostomus incilis
- Hercostomus incisus
- Hercostomus inclusus
- Hercostomus incrassatus
- Hercostomus indianus
- Hercostomus infirmus
- Hercostomus insularum
- Hercostomus intercedens
- Hercostomus interstinctus
- Hercostomus intraneus
- Hercostomus itineris
- Hercostomus jani
- Hercostomus javanensis
- Hercostomus jindinganus
- Hercostomus jingpingensis
- Hercostomus jingxingensis
- Hercostomus jinxiuensis
- Hercostomus jiulongensis
- Hercostomus kaulbacki
- Hercostomus kedrovicus
- Hercostomus kedrovus
- Hercostomus kefaensis
- Hercostomus klowdeni
- Hercostomus krivokhatskii
- Hercostomus krivosheinae
- Hercostomus laanmae
- Hercostomus labitatus
- Hercostomus latapicalis
- Hercostomus lateralis
- Hercostomus latilobatus
- Hercostomus latus
- Hercostomus laufferi
- Hercostomus leptocerus
- Hercostomus lianmengi
- Hercostomus libanicola
- Hercostomus lichtwardti
- Hercostomus lictor
- Hercostomus lii
- Hercostomus lijiangensis
- Hercostomus longicercus
- Hercostomus longidigitatus
- Hercostomus longifolius
- Hercostomus longilamellus
- Hercostomus longilobatus
- Hercostomus longipilosus
- Hercostomus longisetus
- Hercostomus longispinus
- Hercostomus longiventris
- Hercostomus longus
- Hercostomus loushanguananus
- Hercostomus luchunensis
- Hercostomus lucidiventris
- Hercostomus lunlatus
- Hercostomus lunulatus
- Hercostomus luoshanensis
- Hercostomus luteipleuratus
- Hercostomus luteus
- Hercostomus macropygus
- Hercostomus maculithorax
- Hercostomus magnicornis
- Hercostomus maoershanensis
- Hercostomus marginatus
- Hercostomus masunagai
- Hercostomus medialis
- Hercostomus medivalvis
- Hercostomus meihuapuensis
- Hercostomus mentougouensis
- Hercostomus metallicus
- Hercostomus meuffelsi
- Hercostomus minimixtus
- Hercostomus minutus
- Hercostomus modestus
- Hercostomus modificatus
- Hercostomus morenae
- Hercostomus mostovskii
- Hercostomus mottusi
- Hercostomus muscarius
- Hercostomus nanjingensis
- Hercostomus nanus
- Hercostomus nartshukae
- Hercostomus nectarophagus
- Hercostomus neglectus
- Hercostomus neimengensis
- Hercostomus nemorum
- Hercostomus neocryptus
- Hercostomus ngozi
- Hercostomus niger
- Hercostomus nigrifacies
- Hercostomus nigrihalteratus
- Hercostomus nigrilamellatus
- Hercostomus nigripalpus
- Hercostomus nigripennis
- Hercostomus nigriplantis
- Hercostomus notatus
- Hercostomus novus
- Hercostomus nudiusculus
- Hercostomus nudus
- Hercostomus occidentalis
- Hercostomus ogloblini
- Hercostomus orbicularis
- Hercostomus ovalicosta
- Hercostomus ovatus
- Hercostomus ovchinnikovae
- Hercostomus oxanae
- Hercostomus ozerovi
- Hercostomus pallidus
- Hercostomus pallipilosus
- Hercostomus panamensis
- Hercostomus pandellei
- Hercostomus panteleevae
- Hercostomus paradoxopterus
- Hercostomus parvilamellatus
- Hercostomus parvulus
- Hercostomus patellitarsis
- Hercostomus peterbus
- Hercostomus petilus
- Hercostomus petulans
- Hercostomus philpotti
- Hercostomus phoebus
- Hercostomus phollae
- Hercostomus pilicercus
- Hercostomus pilifacies
- Hercostomus pilifer
- Hercostomus pingbianensis
- Hercostomus placidus
- Hercostomus plagiatus
- Hercostomus plumiger
- Hercostomus plumitarsi
- Hercostomus pokornyi
- Hercostomus polleti
- Hercostomus pollinifrons
- Hercostomus ponderosus
- Hercostomus porrectus
- Hercostomus postiseta
- Hercostomus potanini
- Hercostomus praeceps
- Hercostomus praetentans
- Hercostomus problematicus
- Hercostomus proboscideus
- Hercostomus projectus
- Hercostomus prolongatus
- Hercostomus promotus
- Hercostomus pseudoceler
- Hercostomus pseudolictor
- Hercostomus pterostihoides
- Hercostomus purus
- Hercostomus qingchenganus
- Hercostomus qinlingensis
- Hercostomus quadratus
- Hercostomus quadriseta
- Hercostomus radialis
- Hercostomus regularis
- Hercostomus rezniki
- Hercostomus rhodesiensis
- Hercostomus riparius
- Hercostomus rivulorum
- Hercostomus rogenhofferi
- Hercostomus rohdendorfi
- Hercostomus rollei
- Hercostomus rostellatus
- Hercostomus rothi
- Hercostomus rotundatus
- Hercostomus rubroviridis
- Hercostomus rubroviridissimus
- Hercostomus ruficauda
- Hercostomus rusticus
- Hercostomus saetiger
- Hercostomus saetosus
- Hercostomus sahlbergi
- Hercostomus saigusai
- Hercostomus sanjianyuanus
- Hercostomus santosi
- Hercostomus saranganicus
- Hercostomus sartus
- Hercostomus scharffi
- Hercostomus schlingeri
- Hercostomus scotti
- Hercostomus selikhovkini
- Hercostomus separatus
- Hercostomus sequens
- Hercostomus serratus
- Hercostomus serriformis
- Hercostomus serrulatus
- Hercostomus setosus
- Hercostomus shandonganus
- Hercostomus shelkovnikovi
- Hercostomus shennongjiensis
- Hercostomus shimai
- Hercostomus shimentaiensis
- Hercostomus sichuanensis
- Hercostomus silvestris
- Hercostomus singularis
- Hercostomus sinicus
- Hercostomus siveci
- Hercostomus sodalis
- Hercostomus spatiosus
- Hercostomus spiniger
- Hercostomus spinitarsis
- Hercostomus stanfordi
- Hercostomus stigmatifer
- Hercostomus straeleni
- Hercostomus strictilamellatus
- Hercostomus stroblianus
- Hercostomus subapicispinus
- Hercostomus subdigitatus
- Hercostomus sublongus
- Hercostomus submalthinus
- Hercostomus subnovus
- Hercostomus subtruncatus
- Hercostomus sviridovae
- Hercostomus synoclus
- Hercostomus tadzhikorum
- Hercostomus tagakii
- Hercostomus taitungensis
- Hercostomus taiwanensis
- Hercostomus takagi
- Hercostomus tenebricosus
- Hercostomus tenuilobus
- Hercostomus testaceus
- Hercostomus tianeensis
- Hercostomus tianmushanus
- Hercostomus tibialis
- Hercostomus tiomanensis
- Hercostomus tjibodas
- Hercostomus tobiasi
- Hercostomus transitorius
- Hercostomus transsylvanicus
- Hercostomus triseta
- Hercostomus truncatus
- Hercostomus tugajorum
- Hercostomus tuomunanus
- Hercostomus turanicola
- Hercostomus turneri
- Hercostomus udeorum
- Hercostomus udovenkovae
- Hercostomus ulleriensis
- Hercostomus ulrichi
- Hercostomus unicolor
- Hercostomus uniformis
- Hercostomus ussurianus
- Hercostomus utahensis
- Hercostomus uzbekorum
- Hercostomus varicoloris
- Hercostomus wasatchensis
- Hercostomus weii
- Hercostomus weli
- Hercostomus ventralis
- Hercostomus verbekei
- Hercostomus wittei
- Hercostomus vivax
- Hercostomus vockerothi
- Hercostomus wudangshanus
- Hercostomus wuhongi
- Hercostomus xanthocerus
- Hercostomus xanthodes
- Hercostomus xiaolongmensis
- Hercostomus xinjianganus
- Hercostomus xishuangbannensis
- Hercostomus xixianus
- Hercostomus xizangensis
- Hercostomus yadonganus
- Hercostomus yakovlevi
- Hercostomus yangi
- Hercostomus yatai
- Hercostomus yinshanus
- Hercostomus yongpingensis
- Hercostomus yunlongensis
- Hercostomus zhejiangense
- Hercostomus zhenzhuristi
- Hercostomus zhongdianus
- Hercostomus zieheni
- Hercostomus zunyianus
- Hercostomus zuoshuiensis
- Hercostomus zygolipes